# Tulsa Oilers
Das Tulsa Oilers sind eine US-amerikanische Eishockeymannschaft in Tulsa, Oklahoma. Das Team spielt seit der Saison 2014/15 in der ECHL. Die Mannschaft kooperiert als Farmteam mit den Anaheim Ducks aus der NHL.

## Geschichte
Die Tulsa Oilers wurden 1992 als Franchise der Central Hockey League gegründet, in der sie eines ihrer sechs Gründungsmitglieder waren. In der Saison 1992/93 gewannen sie als erste Mannschaft den Miron Cup. Nachdem sie im Playoff-Halbfinale die Dallas Freeze knapp mit 4:3 Siegen in der Best-of-Seven-Serie schlugen, besiegten sie die Oklahoma City Blazers mit 4:1 in den Finalspielen. In der Saison 1993/94 zogen die Oilers nach einem Sieg gegen den Vorjahres-Finalgegner Oklahoma City Blazers erneut in das CHL-Finale ein, in dem sie Wichita Thunder mit einem Sweep unterlagen. An ihre erfolgreichen ersten beiden Spielzeiten konnten die Tulsa Oilers in der Folgezeit nicht mehr anschließen. Seit der Finalteilnahme 1994 kamen sie nie über die erste Playoff-Runde hinaus, wobei sie seit 2001 mit Ausnahme der Saison 2004/05 die Playoffs stets verpassten.
Am 7. Oktober 2014 wurden die Oilers und die anderen sechs verbliebenen CHL-Teilnehmer in die ECHL aufgenommen. Der Spielbetrieb der CHL wurde wegen zu weniger Mannschaften eingestellt.
Vor den 1992 gegründeten Tulsa Oilers gab es bereits gleichnamige Franchises aus der American Hockey Association, United States Hockey League und der ehemaligen Central Hockey League.

## Team-Rekorde

### Karriererekorde
Spiele: 428  Doug Lawrence
Tore: 286  Luc Beausoleil
Assists: 560  Doug Lawrence
Punkte: 713  Doug Lawrence
Strafminuten: 1571  Doug Lawrence
(Stand: Saisonende 2013/14)